# 4 de octubre
El 4 de octubre es el 277.º (ducentésimo septuagésimo séptimo) día del año —el 278.º (ducentésimo septuagésimo octavo) en los años bisiestos— en el calendario gregoriano. Quedan 88 días para finalizar el año.

## Acontecimientos
- 23: en el Imperio chino, la ciudad de Chang'an es saqueada por las fuerzas opositoras a la Dinastía Xin.[1]
- 1134: en Bélgica, una marejada ciclónica genera una inundación que crea el canal Zwin, que conecta la ciudad de Brujas con el mar del Norte.
- 1302: la primera guerra bizantino-veneciana termina mediante un tratado de paz.
- 1535: en Inglaterra, se imprime la Biblia Coverdale, la primera en ser traducida al inglés.[2]
- 1540: en México, Francisco de Montejo y León "el Mozo"  funda la villa de San Francisco de Campeche.
- 1582: en Roma, el papa Gregorio XIII decreta el calendario gregoriano en sustitución del calendario juliano; la noche del jueves 4 de octubre de 1582 dio paso al viernes 15 de octubre.
- 1824: en México se promulga la primera Constitución Federal de la República.
- 1828: Estado oriental del Uruguay, el 4 de octubre de 1828 se oficializó el canje de las ratificaciones, de la firma del 27 de agosto de 1828 de la Convención Preliminar de Paz (1828) que promovió la creación de un nuevo estado americano y dio base jurídica a su existencia independiente.[3]

- 1830: Bélgica declara su independencia de los Países Bajos.
- 1837: en Chile son fusilados el coronel José Antonio Vidaurre y sus cómplices, autores del Motín de Quillota.
- 1853: el Imperio otomano declara la guerra al Imperio ruso, iniciando la Guerra de Crimea.[nota 1]
- 1863: en Huahuaxtla, Xochitlán de Vicente Suárez: Sierra Norte de Puebla, el líder indígena Juan Francisco Lucas al frente de 250 nativos de Xochiapulco derrota a una columna de 600 zuavos franceses, en la "Batalla del Río Apulco", en el marco de la Segunda intervención francesa en México.
- 1878: en Argentina se aprueba en el Congreso la ley que autoriza a la asignación de partidas para el Ejército Argentino en la llamada "Campaña del Desierto", liderada por Julio Argentino Roca.
- 1895: en Rhode Island (Estados Unidos) se celebra el primer Abierto de golf.
- 1910: llega el rey Manuel II de Portugal al Reino Unido, tras haber sido derrocado por una revolución republicana.
- 1910: Bermuda adopta su nueva bandera.
- 1912: cerca de Masaya (Nicaragua), revolucionarios liberales y conservadores al mando del general Benjamín Zeledón (héroe nacional nicaragüense) enfrentan en la batalla de los cerros Coyotepe y La Barranca a los marines que ocupaban el país y mercenarios nicaragüenses de La Constabularia, leales al gobierno conservador de Adolfo Díaz Recinos.
- 1934: en España, el presidente del Consejo de Ministros Alejandro Lerroux ordena formar gobierno a la CEDA. Esto dará lugar a la Revolución de octubre de 1934.
- 1940: en Brénnero (Italia), en el marco de la Segunda Guerra Mundial, se encuentran Adolf Hitler y Benito Mussolini.
- 1945: en el marco de la Segunda Guerra Mundial, el general Douglas MacArthur proclama la ley de libertades civiles en Japón.
- 1949: en El Salvador y Guatemala se registran graves inundaciones.[4]
- 1956: IBM da a conocer el IBM 305 RAMAC, el primer ordenador comercial que utilizaba disco duro de cabeza móvil (unidad de disco magnético) como almacenamiento secundario.
- 1957: la Unión Soviética pone en órbita el Sputnik, el primer satélite artificial de la Tierra.
- 1958: el primer servicio aéreo transatlántico con pasajeros es inaugurado por British Airways entre Londres y Nueva York.
- 1959: la Unión Soviética lanza la sonda lunar Luna 3.
- 1963: en Cuba, el huracán Flora recorre la región oriental sobre las actuales provincias de Las Tunas, Granma, Holguín y Camagüey. Aunque los vientos no fueron extraordinariamente fuertes, las lluvias (1800 mm en 72 horas) ocasionaron grandes inundaciones y provocaron 1050 muertes.
- 1965: el papa de la Iglesia católica Pablo VI realiza una visita a las Naciones Unidas.
- 1966: en el sur de África, Lesoto se independiza del Imperio británico pasando a formar parte de la Commonwealth.
- 1978: en Paraguay se funda el CBVP (Cuerpo de Bomberos Voluntarios del Paraguay).
- 1979: en España, el Gobierno ratifica el Convenio de Derechos Humanos.
- 1986: en Málaga, España, sería coronada la Virgen de los Dolores.
- 1990: Estados Unidos y la Unión Soviética llegan a un acuerdo sobre el desarme convencional en Europa.
- 1991: en Madrid se firma el acuerdo por el que se declara a la Antártida «reserva natural para la paz y la ciencia».
- 1994: los gobiernos chino y estadounidense acuerdan la no proliferación de misiles.
- 1995: se estrena la serie anime Neon Genesis Evangelion.
- 1997: Cristina de Borbón, Infanta de España e hija menor de los Reyes de España se casa en Barcelona con Iñaki Urdangarin.
- 2004: se estrena la serie mexicana más exitosa de la época Rebelde.
- 2006: El Congreso de la Nación Argentina sanciona la Ley de Educación Sexual Integral
- 2007: en el parque nacional de Tsolofelo (Botsuana) es enterrado el cadáver repatriado del Negro de Bañolas, el cadáver embalsamado de un varón de la etnia san (llamado peyorativamente «bosquimano»), que desde 1916 se exhibía como atracción turística en el museo Darder de Bañolas (España).
- 2009: Martín Palermo convirtió un gol de cabeza desde casi 40 metros en «La Bombonera», en un partido que Boca Juniors le ganó a Vélez Sarsfield por 3 a 2.
- 2011: en Estados Unidos sale a la venta el iPhone 4S, un día antes de la muerte de Steve Jobs.
- 2014: a unas 70 millas al este de la localidad de Saint Augustine (Estados Unidos), la Guardia Costera rescata en medio del mar a un tal Reza Baluchi, que pretendía llegar a las islas Bermudas volando en un globo inflado con hidrógeno.
- 2015: en Argentina se realiza el primer debate presidencial de su historia política y democrática.
- 2021: Facebook y otras redes sociales sufren un ataque Cibernético, provocando pérdidas de aproximadamente 6000 millones de dólares para la empresa, el robo de Información personal de más de 1500 millones de usuarios y la caída mundial de las redes durante 7 horas consecutivas, siendo la peor en la historia reciente.
- 2021: En Tijuana, México vuelve a ocurrir una tormenta después de 24 años.

## Nacimientos
- 1160: Adela de Francia, reina francesa, hija de Luis VII (f. 1221).
- 1178: Teresa de Portugal, aristócrata portuguesa, reina de León (f. 1250).
- 1289: Luis X, rey francés (f. 1316).
- 1379: Enrique III, rey de Castilla y León (f. 1406).
- 1515: Lucas Cranach el Joven, pintor alemán (f. 1586).
- 1524: Francisco Vallés, médico español (f. 1592).
- 1528: Francisco Guerrero, compositor español (f. 1599).
- 1542: Roberto Belarmino, religioso e inquisidor italiano, canonizado por la Iglesia católica, responsable de la ejecución de Giordano Bruno (f. 1621).
- 1550: Carlos IX, rey sueco (f. 1611).
- 1570: Péter Pázmány, cardenal católico húngaro (f. 1637).
- 1577: Guido Bentivoglio, cardenal católico italiano (f. 1644).
- 1585: Ana de Habsburgo-Gonzaga, aristócrata austriaca (f. 1618).
- 1607: Francisco de Rojas Zorrilla, dramaturgo español (f. 1648).
- 1626: Richard Cromwell, político británico, hijo de Oliver Cromwell (f. 1712).
- 1657: el Abad Ciccio (Francesco Solimena), pintor italiano barroco (f. 1747).
- 1716: James Lind, médico británico (f. 1794).
- 1720: Giovanni Battista Piranesi, grabador italiano (f. 1778).
- 1746: Francisco de Saavedra, político español (f. 1819).
- 1759: Louis François Antoine Arbogast, político y matemático francés (f. 1803).
- 1768: Francisco José de Caldas, militar colombiano (f. 1816).
- 1776: Mariano Lagasca, botánico español (f. 1839).
- 1777: Francisco de la Lastra, militar chileno (f. 1852).
- 1796: Francisco Poveda Armenteros, poeta cubano (f. 1881).
- 1797: Jeremias Gotthelf, escritor suizo (f. 1854).
- 1799: Augustin Saint-Hilaire, botánico francés (f. 1853).
- 1802: Adolphe Niel, general francés (f. 1869).
- 1814: Jean-François Millet, pintor francés (f. 1875).
- 1819: Francesco Crispi, político italiano (f. 1901).
- 1822: Rutherford B. Hayes, político estadounidense, presidente de Estados Unidos entre 1877 y 1881 (f. 1893).
- 1836: Juliette Adam, escritora francesa (f. 1936).
- 1836: Piet Cronje, militar sudafricano (f. 1911).
- 1837: Mary Elizabeth Braddon, escritora británica (f. 1915).
- 1840: Víktor Knorre, astrónomo ruso (f. 1919).
- 1841: Prudente de Morais, político brasileño, 3.º presidente (f. 1902).
- 1841: María Sofía de Baviera, reina consorte del reino de las Dos Sicilias (f. 1925).
- 1846: Achille Luchaire, historiador medievalista y filólogo francés (f. 1908).
- 1853: Armando Palacio Valdés, escritor español (f. 1938).
- 1854: Michael Pupin, matemático, físico e inventor serbio (f. 1935).
- 1856: Manuel Reina Montilla, escritor español (f. 1905).
- 1860: Francisco Vázquez Gómez, médico y político mexicano (f. 1933).
- 1861: Frederic Remington, pintor estadounidense (f. 1909).
- 1868: Marcelo T. de Alvear, político y presidente argentino (f. 1942).
- 1879: Benjamín Zeledón, abogado, político y militar, héroe nacional nicaragüense (f. 1912).
- 1881: Walther von Brauchitsch, mariscal alemán (f. 1948).
- 1882: Francisco Goitia, pintor mexicano (f. 1960).
- 1884: Félix Gouin, político francés (f. 1977).
- 1886: Erich Fellgiebel, general alemán (f. 1944).
- 1888: Friedrich Olbricht, general alemán (f. 1944).
- 1890: Benjamin Freedman, empresario judío estadounidense (f. 1984).
- 1891: Francisco Tamayo Pacheco, político peruano (f. 1957).
- 1892: Engelbert Dollfuss, político y estadista austriaco (f. 1934).
- 1892: Luis Trenker, cineasta actor austro-italiano (f. 1990).
- 1894: Józef Beck, político polaco (f. 1944).
- 1895: Buster Keaton, cineasta estadounidense (f. 1966).
- 1895: Giovanni Brunero, ciclista italiano (f. 1934).
- 1895: Richard Sorge, espía soviético (f. 1944).
- 1896: Francisco R. Almada, político e investigador mexicano (f. 1989).
- 1899: Franz Jonas, político austriaco, presidente de Austria entre 1965 y 1974 (f. 1974).
- 1902: Roberto Airaldi, actor argentino (f. 1977).
- 1903: Ernst Kaltenbrunner, general de la SS, jefe de la Gestapo y de la oficina central de seguridad del reich (RSHA) (f. 1946).
- 1903: John Atanasoff, pionero computacional estadounidense (f. 1995).
- 1906: Líber Falco, escritor uruguayo (f. 1955).
- 1906: Pacho Galán, músico y compositor colombiano (f. 1988).
- 1906: Eitel Cantoni, piloto uruguayo de automovilismo (f. 1997).
- 1912: Francisco de Asís Cabrero, arquitecto español (f. 2005).
- 1912: Joaquín Vallejo Arbeláez, ingeniero civil y de minas colombiano (f. 2005).
- 1914: Brendan Gill, crítico de cine, teatro y arquitectura estadounidense (f. 1997).
- 1914: Pedro F. Quintanilla, político mexicano (f. 1992).
- 1915: Silvina Bullrich, escritora argentina (f. 1990).
- 1916: Vitaly L. Ginzburg, físico ruso (f. 2009).
- 1916: George Sidney, cineasta estadounidense (f. 2002).
- 1917: Violeta Parra, cantautora chilena (f. 1967).
- 1917: María Teresa Sesé, escritora española.
- 1917: Yákov Pávlov, famoso soldado ruso (f. 1981).
- 1918: Fukui Kenichi, químico japonés, premio nobel de química en 1981 (f. 1998).
- 1921: Francisco Morales Bermúdez, militar peruano, presidente del Perú entre 1975 y 1980 (f. 2022).
- 1921: Gianni Poggi, tenor italiano (f. 1989).
- 1922: Francisca Adame Hens, activista española por la recuperación de la memoria histórica y poeta (f. 2022).
- 1922: Francisco Lozano Vicente, político español (f. 2006).
- 1923: Antón Cañellas, político español (f. 2006).
- 1923: Zinaída Smirnova, médica militar soviética (f. 1991)
- 1924: Charlton Heston, actor estadounidense (f. 2008).
- 1926: Miguel Espinosa, escritor español (f. 1982).
- 1927: Virginia Luque, actriz y cantante argentina (f. 2014).
- 1928: Javier Basilio, periodista español (f. 1992).
- 1928: Torben Ulrich,  tenista danés (f. 2023).
- 1931: Richard Rorty, filósofo estadounidense (f. 2007).
- 1937: Violeta Rivas, cantante y actriz argentina.
- 1937: Franz Vranitzky, canciller austriaco.
- 1938: Kurt Wüthrich, químico suizo, premio nobel de química en 2002.
- 1939: Lucero Galindo, actriz colombiana (f. 2013).
- 1940: Silvio Marzolini, futbolista y entrenador argentino.
- 1941: Anne Rice, escritora estadounidense (f. 2021).
- 1941: Robert Wilson, director de teatro estadounidense (f. 2025).
- 1942: Álvaro del Amo, escritor español, dramaturgo y cineasta.
- 1942: Johanna Sigurdardottir, primera ministra islandesa.
- 1943: Buddy Roemer, político estadounidense (f. 2021).
- 1943: Edwin Schal, futbolista surinamés.
- 1943: Daniel Mendoza, periodista argentino (f. 1992).
- 1944: Rocío Dúrcal, cantante española (f. 2006).
- 1946: Susan Sarandon, actriz estadounidense.
- 1946: Donato Giuliani, ciclista italiano (f. 2025).
- 1947: Fernando Betancourt, historiador, romanista y destacado académico colombiano.
- 1947: Jim Fielder, bajista estadounidense, de la banda Blood, Sweat & Tears.
- 1947: Ramón Búa, futbolista español (f. 1985).
- 1948: Linda McMahon, magnate estadounidense de lucha libre profesional y política.
- 1949: Armand Assante, actor estadounidense.
- 1950: Ramón Lis, futbolista español (f. 2015).
- 1950: Francisco Araiza, tenor mexicano.
- 1951: Truck Robinson, exbaloncestista estadounidense.
- 1952: Franco Volpi, filósofo italiano (f. 2009).
- 1953: Josep Cuní, periodista catalán.
- 1953: Tchéky Karyo, actor francés.
- 1953: Andreas Vollenweider, músico suizo.
- 1953: Walter Baumgartner, ciclista suizo (f. 2024).
- 1955: Jorge Valdano, futbolista argentino.
- 1955: Luis Herrero, periodista español.
- 1956: Hans van Breukelen, futbolista neerlandés.
- 1956: Christoph Waltz, actor austriaco y alemán.
- 1957: Bill Fagerbakke, actor estadounidense.
- 1957: José Manuel Villalpando César, abogado mexicano.
- 1959: Chris Lowe, tecladista británico, de la banda Pet Shop Boys.
- 1959: Patxi López, político español.
- 1961: Kazuki Takahashi, dibujante de manga japonés.
- 1961: Juan Francisco Ordóñez, guitarrista y compositor dominicano.
- 1961: Silvina Garré, cantautora argentina.
- 1961: Jon Secada, cantante cubano.
- 1963: Marcelo Buquet, actor uruguayo.
- 1963: A. C. Green, baloncestista estadounidense.
- 1964: Francis Magalona, actor, rapero y cantautor filipino (f. 2009).
- 1964: Carol Feeney, remera estadounidense.
- 1964: Yvonne Murray, atleta británica.
- 1964: Matt Cetlinski, nadador estadounidense.
- 1964: Colin Miller, futbolista y entrenador escocés.
- 1964: Tom Claassen, escultor neerlandés.
- 1965: Yevgeny Kaspersky, empresario informático ruso.
- 1965: Fidel Nadal, músico y cantante argentino de reggae.
- 1965: Michiko Neya, actriz de voz japonesa.
- 1966: Federico D'Elía, actor argentino.
- 1967: Liev Schreiber, actor estadounidense.
- 1967: Fabio Zavarse, militar venezolano.
- 1970: David de Jorge, cocinero español.
- 1971: Brian Transeau (BT), productor musical y DJ estadounidense.
- 1971: Pablo Trapero, cineasta argentino.
- 1972: Kurt Thomas, baloncestista estadounidense.
- 1974: Gonzalo Aloras, músico argentino.
- 1974: Paco León, actor y director español.
- 1975: Cristiano Lucarelli, futbolista italiano.
- 1975: Sandra Barneda, periodista, presentadora y escritora española.
- 1975: Isabel Naveira, actriz española.
- 1976: Mauro Camoranesi, futbolista italiano.
- 1976: Alicia Silverstone, actriz estadounidense.
- 1977: Lola Berthet, actriz argentina.
- 1979: Rachael Leigh Cook, actriz estadounidense.
- 1979: Takahiro Kawamura, futbolista japonés.
- 1979: Ana María Abello, actriz colombiana.
- 1980: Me'Lisa Barber, atleta estadounidense.
- 1980: Tomáš Rosický, futbolista checo.
- 1980: Giovanni Federico, futbolista alemán de origen italiano.
- 1980: James Andrew Jones, baloncestista estadounidense.
- 1980: Motoki Takagi, actor de voz japonés.
- 1981: Joseba Usabiaga, actor español.
- 1981: Ilhan Omar, política estadounidense-somalí.
- 1982: Omer Golan, futbolista israelí.
- 1982: Diego Jara, futbolista argentino.
- 1983: Kurt Suzuki, beisbolista estadounidense.
- 1984: Lena Katina, cantante rusa, de la banda t.A.T.u.
- 1985: Joseba Garmendia, futbolista español.
- 1986: Yuridia, cantante mexicana.
- 1987: Ribair Rodríguez, futbolista uruguayo.
- 1988: Derrick Rose, baloncestista estadounidense.
- 1988: Melissa Benoist, cantante y actriz estadounidense.
- 1989: Dakota Johnson, actriz y modelo estadounidense.
- 1989: Lil Mama, rapera y cantautora estadounidense.
- 1989: Stacey Solomon, cantante británica.
- 1989: Ramón Folch Frigola, futbolista español.
- 1990: Brent Kallman, futbolista estadounidense.
- 1991: Marijose Salazar, actriz mexicana.
- 1991: Leigh-Anne Pinnock, cantante, de la banda Little Mix.
- 1991: Rüstəm Orucov, judoka azerbaiyano.
- 1993: Allan Banegas, futbolista hondureño.
- 1994: Ignazio Boschetto, cantante italiano, de la banda Il Volo.
- 1994: Markus Hoelgaard, ciclista noruego.
- 1995: Jeonghan, cantante surcoreano, integrante de SEVENTEEN
- 1995: Milan Makarić, futbolista serbio.
- 1996: Ryan Lee, actor estadounidense.
- 1996: Antonio Blakeney, baloncestista estadounidense.
- 1996: A. J. Brodeur, baloncestista estadounidense.
- 1996: Yudai Ogawa, futbolista japonés.
- 1996: Alexandr Zúyev, baloncestista ruso.
- 1996: Brandon Barker, futbolista inglés.
- 1996: Mohammad Aleikish, futbolista jordano.
- 1997: Nikola Vlašić, futbolista croata.
- 1997: Yuju, cantante surcoreana, integrante del grupo GFriend.
- 1997: David Koenders, tirador alemán.
- 1997: Ben Shungu, baloncestista estadounidense.
- 1997: Jakub Piotrowski, futbolista polaco.
- 1998: Mykola Shaparenko, futbolista ucraniano.
- 1998: Moussa Wagué, futbolista senegalés.
- 1998: Martín Aruga, futbolista argentino.
- 1998: José Javier Belman Calvo, futbolista español.
- 1998: Felippe Cardoso, futbolista brasileño.
- 1998: Cleilton Monteiro da Costa, futbolista brasileño.
- 1998: Foslyn Grant, futbolista hondureño.
- 1998: Lyvan Taboada, voleibolista cubano.
- 1998: Oneil Cruz, beisbolista dominicano.
- 1999: Marcin Bułka, futbolista polaco.
- 1999: Lit Killah, rapero argentino.
- 1999: Moussa Djitté, futbolista senegalés.
- 2000: Lunay, cantante puertorriqueño.
- 2000: Alfonso Pastor Vacas, futbolista español.
- 2001: Arthur Zagre, futbolista francés.
- 2002: Andrea Montesinos, patinadora artística sobre hielo mexicana.
- 2002: Martin Svidersky, futbolista eslovaco.
- 2002: Aster Vranckx, futbolista belga.
- 2003: Emmanuel Echeverría, futbolista mexicano.
- 2004: Kaheim Dixon, futbolista jamaicano.
- 2005: Manuel de Bélgica, hijo del rey Felipe de Bélgica.
- 2005: Samuele Privitera, ciclista italiano (f. 2025).

## Fallecimientos
- 1032: Sancho VI de Vasconia, duque de Vasconia (n. siglo X).
- 1052: Vladímir de Nóvgorod, príncipe electo de la República de Nóvgorod (n. 1020).
- 1227: Abu Muhammad al-Adil, califa almohade entre 1224 y 1227 (n. 1170).
- 1250: Herman VI de Baden, aristócrata alemán (n. 1226).
- 1254: Diego López III de Haro, magnate y ricohombre castellano (n. ¿?).
- 1305: Kameyama Tennō, emperador japonés (n. 1249).
- 1497: Juan de Aragón y Castilla, príncipe español (n. 1478).
- 1582: Teresa de Jesús, escritora religiosa y santa española (n. 1515).
- 1638: Francisco Jacinto de Saboya, aristócrata francés (n. 1632).
- 1669: Rembrandt, pintor neerlandés (n. 1606).
- 1747: Amaro Pargo, comerciante y corsario español (n. 1678).
- 1798: Antoine de Chézy, ingeniero francés (n. 1718).
- 1800: Johann Hermann, médico y naturalista francés (n. 1738).
- 1808: Francisco Primo de Verdad y Ramos, abogado mexicano (n. 1760).
- 1820: Claudine Picardet, química, mineralogista, meteoróloga y traductora francesa (n. 1735).
- 1837: José Antonio Vidaurre, militar chileno (n. 1798).
- 1851: Manuel Godoy, aristócrata y político español (n. 1767).
- 1864: Jasmin, poeta francés (n. 1798).
- 1872: Vladímir Dal, médico y lingüista ruso (n. 1801).
- 1878: Manuel María Gándara, político mexicano, diez veces gobernador del estado de Sonora (n. 1801).
- 1890: Catherine Booth, religiosa británica (n. 1829).
- 1892: Juan Antonio Pérez Bonalde, poeta venezolano (n. 1846).
- 1903: Otto Weininger, filósofo austríaco (n. 1880).
- 1904: Frédéric Auguste Bartholdi, escultor francés (n. 1834).
- 1912: Benjamín Zeledón, abogado, político y militar, héroe nacional nicaragüense (n. 1879).
- 1915: Karl Staaff, político sueco (n. 1860).
- 1918: José Engling, seminarista alemán, perteneciente al Movimiento de Schoenstatt (n. 1898).
- 1925: Carmelo Echegaray, escritor e historiador español (n. 1865).
- 1935: Jean Beraud, pintor impresionista francés (n. 1849).
- 1936: José Gafo, sacerdote, político y sindicalista español (n. 1881).
- 1936: Wilhelm Meyer-Lübke, lingüista suizo (n. 1861).
- 1944: Al Smith, político estadounidense (n. 1873).
- 1947: Max Planck, físico alemán, premio nobel de física en 1918 (n. 1858).
- 1951: Willie Moretti, criminal italiano (n. 1894).
- 1951: Henrietta Lacks, donadora involuntaria del cultivo inmortal de células HeLa (n. 1920).
- 1953: Manuel Aguirre Berlanga, abogado y político mexicano (n. 1887).
- 1961: Max Weber, pintor y poeta estadounidense (n. 1881).
- 1966: Susy Leiva, cantante de tangos argentina (n. 1933).
- 1966: Heitor dos Prazeres, compositor, cantante y pintor brasileño (n. 1898).
- 1970: Janis Joplin, cantante estadounidense (n. 1943).
- 1974: Anne Sexton, poeta estadounidense (n. 1928).
- 1975: Pepe Biondi, actor y humorista argentino (n. 1909).
- 1976: Juan María de Araluce Villar, notario y político español (n. 1917).
- 1980: Sihugo Green, baloncestista estadounidense (n. 1933).
- 1982: Glenn Gould, pianista canadiense (n. 1932).
- 1984: Osvaldo Terranova, actor argentino (n. 1924).
- 1989: Graham Chapman, cómico británico (n. 1941).
- 1990: Jill Bennett, actriz británica (n. 1931).
- 1992: Denny Hulme, piloto de automovilismo neozelandés (n. 1936).
- 1994: Florence Gwendolen Rees, zoóloga y parasitóloga galesa (n. 1906).
- 1995: Arturo García Buhr, actor argentino (n. 1905).
- 1995: Víctor Levi Sasso, profesor, ingeniero civil y escritor panameño, primer rector de la Universidad Tecnológica de Panamá (n. 1931).
- 1997: Gunpei Yokoi, creador de la serie Metroid (de Nintendo) y de las consolas Game & Watch, Game Boy y Virtual Boy (n. 1941).
- 1999: Grim (Erik Brodreskift), baterista noruego de black metal (n. 1969).
- 1999: Mariano Rubio, economista español (n. 1931).
- 2000: Michael Smith, químico canadiense, premio Nobel de Química en 1993 (n. 1932).
- 2003: Carlos Alconada Aramburú, político radical argentino, ministro de la dictadura (n. 1920).
- 2005: Mike Gibbins, baterista de la banda Badfinger (n. 1949).
- 2006: Riccardo Pazzaglia, escritor italiano (n. 1926).
- 2007: Carlos Llamas, periodista y locutor de radio español (n. 1953).
- 2009: Mercedes Sosa, cantante argentina (n. 1935).
- 2010: Alfonso Grados Bertorini, periodista y político peruano (n. 1925).
- 2010: Norman Wisdom, actor cómico británico (n. 1915).
- 2010: Concepción Llaguno Marchena, química española (n. 1925).
- 2010: Ana María Barrenechea, escritora, lingüista y crítica literaria argentina. (n. 1913).
- 2013: María Elena Sagrera, actriz argentina (n. 1931).
- 2013: Vo Nguyen Giap, militar y político vietnamita (n. 1911).
- 2014: Jean-Claude Duvalier, político haitiano (n. 1951).
- 2014: Joan Molina, actor español (n. 1940).
- 2016: Mario Almada, actor mexicano (n. 1922).
- 2018: Josep Lluís, baloncestista español (n. 1937).
- 2019: Diahann Carroll, actriz, modelo y cantante estadounidense (n. 1935).
- 2020: Kenzō Takada, diseñador japonés (n. 1939).
- 2021: Serguéi Danilin, luger ruso (n. 1960).
- 2022: Loretta Lynn, cantante y compositora estadounidense (n. 1932).
- 2023: Luis Giampietri, militar y político peruano (n. 1940).

## Celebraciones
- Día Mundial de los Animales.[5]

- Día Internacional del Vodka.[6][7]

- Día Interamericano de la Radiodifusión.[8]Fecha instituida en 1946 en la Ciudad de México durante una asamblea de radiodifusores de 20 países, donde se fundó la Asociación Interamericana de Radiodifusión (AIR), un organismo que agrupa a estaciones radiodifusoras y televisoras del continente.

 Por países
(Por orden alfabético)
- Argentina:
  - Día Nacional del Meteorólogo.[9]Además en esta fecha, pero en 1872, el Congreso de la Nación creó la Oficina Meteorológica Argentina, hoy Servicio Meteorológico Nacional.
  - Día Nacional del Mutualismo.[10]
  - Día Nacional del Voluntariado.[11]En homenaje a San Francisco de Asís, patrono del voluntario hospitalario.
    -  Buenos Aires: 
      - Jáuregui: Día del Hincha de Club Social y Deportivo Flandria.[12]Los simpatizantes del «Canario» tomaron como fecha el día de nacimiento del fundador del pueblo y del club, Julio Steverlynck.

    -  Misiones: 
      - Aniversario de Puerto Piray.[13]
Fundación: 4 de octubre de 1874 (hace ya 150 años, 9 meses y 28 días).

- Chile:
  - Día de la Música y de los Músicos Chilenos.[14]

- Colombia:
  - Día del Poeta.[15]

- Lesoto:
  - Día de la Independencia.

- Mozambique:
  - Día de la Paz y la Reconciliación.[16]

- Paraguay:
  - Día de la Empanada [17]

- República Dominicana
  - Día Nacional del Agrónomo.[18]

Compartidas
- Suecia y  Finlandia:
  - Día del Rollo de Canela.

### Santoral católico

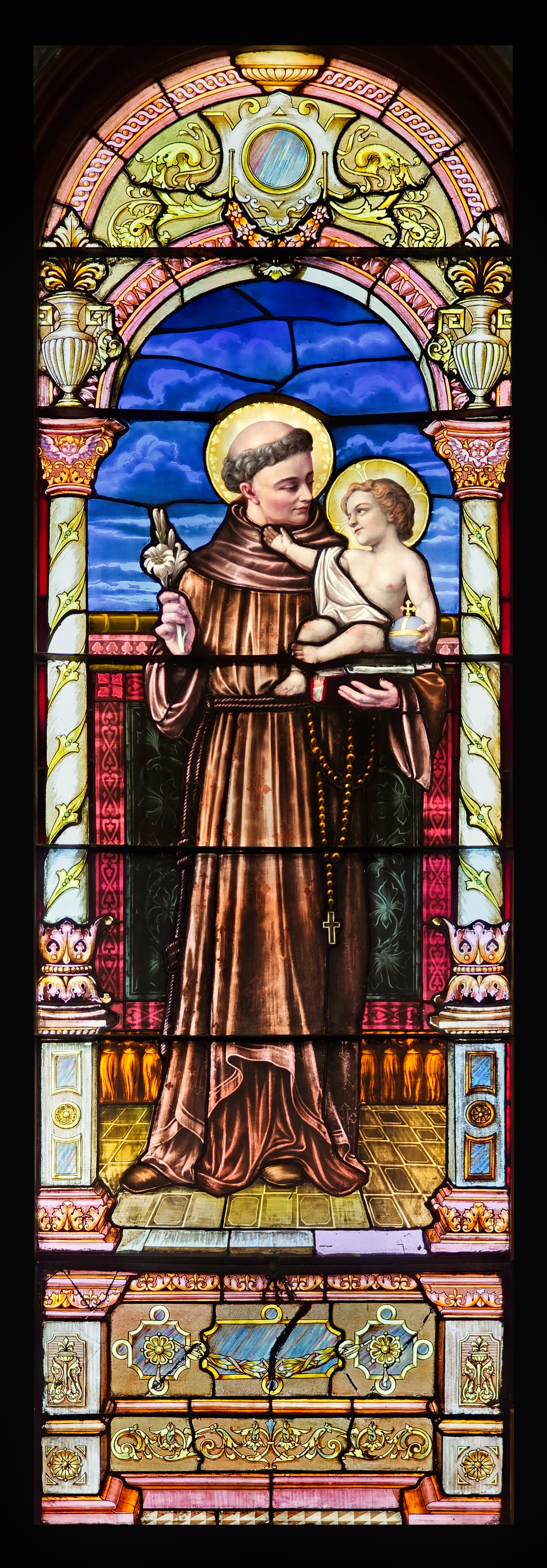
Vitral que representa a San Francisco de Asís en la Capilla de la Santa Cruz (Holy Cross Chapel) en Salt Lake City, capital de Utah, Estados Unidos.

- San Francisco de Asís (f. 1226), fundador.
- San Petronio de Bolonia (f. 450), obispo.
- San Quintín de Tours (s. VI), mártir.
- Santa Áurea de París (f. 856), abadesa.
- Beato Francisco Javier Seelos (f. 1867), presbítero.
- Beato Enrique Morat Pellicer (f. 1936), presbítero y mártir.
- Beato José Canet Giner (f. 1936), presbítero y mártir.
- Beato Alfredo Pellicer Muñoz (f. 1936), religioso y mártir.

 Por países
(Por orden alfabético)
- Argentina:
  -  Misiones: 
    - Puerto Piray: Fiesta patronal de San Francisco de Asís.[13]

- España:
  - Celebran fiesta y fiesta patronal en honor de San Francisco de Asís en las siguientes poblaciones:
    -  Andalucía:
      - Albox (Almería). Albuñán (Granada). Aldeire (Granada). Algatocín (Málaga). Arroyo del Ojanco (Jaén). Ferreira (Granada). Jubrique (Málaga). Peñarrodada (Berja, Almería). Turre (Almería).

    -  Aragón:
      - Sangarrén (Huesca). Lumpiaque (Zaragoza): Fiesta en honor de san Francisco de Asís y San Maximino.

    -  Castilla-La Mancha:
      - Cabañas de la Sagra (Toledo).

    -  Castilla y León:
      - Valdearcos (Santas Martas, León).

    -  Cataluña:
      - Jesús (Tortosa, Tarragona).

    -  Extremadura:
      - Millanes (Cáceres). San Francisco de Olivenza (Olivenza. Badajoz).

    -  Comunidad de Madrid:
      - Guadarrama.

    -  Comunidad Valenciana:
      - Crevillente (Alicante).  La Granja de la Costera (Valencia): Fiestas en honor de san Francisco de Asís, de la Divina Aurora y del Cristo de la Victoria. Náquera (Valencia). Oliva (Valencia). Polop  (Alicante).

  - Celebran fiesta o feria las siguientes poblaciones:
    - Ahigal (Cáceres): Fiesta en honor del Cristo de los Remedios.
    - Idoy (Esteríbar, Navarra).
    - Urdániz (Esteríbar, Navarra).
    - Valverde de los Ajos (Bayubas de Arriba. Soria).